# Хамре, Тур Хеннинг
Тур Хеннинг Хамре (норв. Tor Henning Hamre; 24 апреля 1979, Флеккефьорд, Норвегия) — норвежский футболист, завершивший игровую карьеру. Выступал на позиции центрального нападающего. Известен по выступлениям за эстонский клуб «Флора» (Таллин).

## Карьера
Тур Хеннинг Хамре начинал карьеру в клубе «Квинесдаль» из четвёртого дивизиона. Затем выступал за «Мандальскамератене», с которым в 2000 году поднялся в Первый дивизион Норвегии. В следующем сезоне команда вернулась обратно во второй дивизион, а Хамре отправился в Эстонию.
Сезон 2002 он начал в клубе «Валга», выступавшем в Первой лиге Эстонии. Де факто «Валга» являлась фарм-клубом в системе одного из грандов эстонского футбола таллиннской «Флоры». В «Валге» на старте сезона норвежец сыграл 7 матчей и забил 5 мячей, после чего присоединился к «Флоре». В высшем дивизионе Хамре забил 23 мяча в 23 играх, став третьим в списке бомбардиров, и завоевал в составе «Флоры» золотые медали чемпионата страны.
Сезон 2003 стал наиболее успешным в карьере футболиста. «Флора» отстояла чемпионский титул, а Хамре стал лучшим бомбардиром чемпионата, забив 39 мячей в 27 играх. В этом сезоне он также установил ряд бомбардирских рекордов для чемпионата Эстонии. Хамре установил рекорд забитых мячей за сезон, прежний рекорд принадлежал Андрею Крылову (37 мячей в 27 играх, сезон 2002), позже рекорд Хамре был побит Тармо Неэмело (41 мяч в 31 игре, сезон 2005) и Александром Чекулаевым (46 мячей в 35 играх, сезон 2011). 26 октября в домашнем матче против «Курессааре», выигранном «Флорой» со счётом 17-0, Хамре отличился 7 раз, установив рекорд наибольшего количества забитых мячей одним игроком в одной игре. Также ему принадлежит рекордная серия из 15 матчей подряд, где футболист не уходил с поля без забитого мяча.
В интервью норвежской прессе Хамре признал, что уровень чемпионата Эстонии ниже норвежского. По его мнению, лишь «Флора» могла бы выжить в высшем дивизионе Норвегии, а остальные команды высшей эстонской лиги не сильнее клубов первого дивизиона Норвегии.
Результативная игра норвежца вызвала к нему интерес на родине, и следующий сезон он начал в составе «Волеренги», претендовавшей на чемпионский титул. В «Волеренге» его карьера не сложилась, Хамре провёл в высшем дивизионе Норвегии 4 матча без забитых голов, и выступал большую часть сезона за вторую клубную команду.
В начале 2005 года вернулся в «Мандальскамератене», выступавшем в первом дивизионе. Там Хамре играл в сезоне 2005 и первую половину сезона 2006, сыграл 48 игр, забил 21 мяч.
Летом 2006 года присоединился к датскому клубу «Херфёльге» из первого дивизиона. За «Херфёльге» выступал ещё некоторое время, после чего завершил карьеру в 28 лет, объяснив это отсутствием мотивации.

## Достижения
- Чемпион Эстонии (2): 2002, 2003
- Обладатель Суперкубка Эстонии (2): 2002, 2003
- Лучший бомбардир чемпионата Эстонии: 2003
- Серебряный призёр чемпионата Норвегии: 2004